# Alan Czerwiński
Alan Czerwiński (ur. 2 lutego 1993 w Olkuszu) – polski piłkarz, występujący na pozycji prawego obrońcy w polskim klubie GKS Katowice. Jednokrotny reprezentant Polski.

## Kariera klubowa

### GKS Katowice
Wychowanek Bolesławia Bukowno. W latach 2012–2017 występował w GKS Katowice na poziomie Nice I Ligi. Otrzymał dwukrotnie nagrodę „Złotego Buka” dla najlepszego piłkarza roku GKS Katowice za rok 2016 oraz 2017. Wraz z wygaśnięciem umowy po zakończeniu sezonu 2016/2017, Czerwiński na zasadzie wolnego transferu, zmienił barwy na 9 zespół LOTTO Ekstraklasie - Zagłębie Lubin.
Alan Czerwiński na przestrzeni pięciu sezonów, zanotował w barwach GKS-u Katowice łącznie 143 spotkania (w tym 137 w rozgrywkach ligowych), w których zdobył 2 bramki.

### Zagłębie Lubin
19 czerwca 2017 roku Czerwiński podpisał 3-letni kontrakt z Zagłębiem Lubin. W nowym zespole zadebiutował na najwyższym szczeblu rozgrywkowym w Polsce w dniu 28 lipca 2017, kiedy to Zagłębie w ramach 3 kolejki rozgrywało wyjazdowy mecz z Bruk-Betem Termalica Nieciecza. Czerwiński w pierwszym spotkaniu zanotował asystę przy trafieniu Martina Nespora. 12 sierpnia 2017 roku zdobył pierwszą bramkę w Ekstraklasie w meczu przeciwko Lechowi Poznań, zakończonym wynikiem 1-1. Na przestrzeni całego sezonu Czerwiński rozegrał 31 spotkań, w których zdobył 1 bramkę oraz zanotował 5 asyst.
W kolejnym sezonie Czerwiński był niekwestionowanym numerem 1 na swojej pozycji. Do pierwszej przerwy reprezentacyjnej rozegrał zagrał we wszystkich 7 meczach do ostatniej minuty. 6 września 2018 podczas sparingowego spotkania z niemieckim RB Lipsk Czerwiński zerwał więzadła krzyżowe przednie w kolanie, co wykluczyło go z gry, aż do marca następnego roku. Po kontuzji pierwsze spotkanie rozegrał 10 marca 2019 w rezerwach Zagłębia Lubin, na poziomie III ligi w wygranym meczu 6:3 przeciwko Górnikowi Polkowice. Na powrót na boiska Ekstraklasy czekał do 2 kwietnia, kiedy to wybiegł w pierwszym składzie w meczu z Górnikiem Zabrze. 23 kwietnia 2019 roku doznał kolejnej kontuzji wykluczającej go z gry na 2 tygodnie, w meczu z Piastem Gliwice, kiedy to Jorge Félix wyprostowaną nogą kopnął go w twarz. Sezon 2018/2019 Czerwiński zakończył z 16 spotkaniami na koncie, w których asystował dwukrotnie.
Sezon 2019/2020 pod wodzą Bena van Deala, Czerwiński rozpoczął na nowej pozycji, jako prawy pomocnik. Od początku sezonu był wyróżniającą się postacią w Zagłębiu Lubin. Do przerwy zimowej zanotował 20 spotkań, w których zdobył bramkę w spotkaniu przeciwko Wiśle Płock oraz asystował 6 razy.

### Lech Poznań
10 stycznia 2020 roku podpisał trzyletni kontrakt z Lechem Poznań, obowiązujący od sezonu 2020/2021.
W swoim pierwszym sezonie w ekipie ,,Kolejorza", Alan Czerwiński po raz pierwszy w swojej karierze awansował do Fazy Grupowej Ligi Europy, w której rozegrał 5 meczów, raz asystując. 
Sezonu ligowego natomiast nie może zaliczyć do udanych, czy to zespołowo czy indywidualnie. 

## Kariera reprezentacyjna
7 października 2020 roku zadebiutował w seniorskiej reprezentacji Polski w wygranym 5:1 meczu towarzyskim z Finlandią zmieniając w 62 minucie Bartosza Bereszyńskiego.

### Reprezentacyjne
Aktualne na 7 października 2020.
| Reprezentacja | Rok     | Mecze | Bramki |
| ------------- | ------- | ----- | ------ |
| Polska        | 2020    | 1     | 0      |
| Ogólnie       | Ogólnie | 1     | 0      |

| Mecze i gole w reprezentacji | Mecze i gole w reprezentacji | Mecze i gole w reprezentacji | Mecze i gole w reprezentacji | Mecze i gole w reprezentacji | Mecze i gole w reprezentacji | Mecze i gole w reprezentacji |
| Lp.                          | Data                         | Miasto                       | Przeciwnik                   | Gol                          | Wynik                        | Rozgrywki                    |
| ---------------------------- | ---------------------------- | ---------------------------- | ---------------------------- | ---------------------------- | ---------------------------- | ---------------------------- |
| 1.                           | 07.10.2020                   | Gdańsk                       | Finlandia                    |                              | 5:1                          | Towarzyski                   |

## Statystyki

### Klubowe
Aktualne na 22 maja 2021
| Klub               | Sezon              | Liga               | Liga  | Liga   | Liga   | Puchar kraju | Puchar kraju | Puchar kraju | Europa | Europa | Europa | Inne  | Inne   | Inne   | Suma  | Suma   | Suma   |
| Klub               | Sezon              | Liga               | Mecze | Bramki | Asysty | Mecze        | Bramki       | Asysty       | Mecze  | Bramki | Asysty | Mecze | Bramki | Asysty | Mecze | Bramki | Asysty |
| ------------------ | ------------------ | ------------------ | ----- | ------ | ------ | ------------ | ------------ | ------------ | ------ | ------ | ------ | ----- | ------ | ------ | ----- | ------ | ------ |
| GKS Katowice       | 2012/2013          | I liga             | 24    | 0      | 2      | 0            | 0            | 0            | -      | -      | -      | -     | -      | -      | 24    | 0      | 2      |
| GKS Katowice       | 2013/2014          | I liga             | 27    | 1      | 1      | 2            | 0            | 1            | -      | -      | -      | -     | -      | -      | 29    | 1      | 2      |
| GKS Katowice       | 2014/2015          | I liga             | 24    | 1      | 2      | 1            | 0            | 0            | -      | -      | -      | -     | -      | -      | 25    | 1      | 2      |
| GKS Katowice       | 2015/2016          | I liga             | 32    | 0      | 5      | 3            | 0            | 0            | -      | -      | -      | -     | -      | -      | 35    | 0      | 5      |
| GKS Katowice       | 2016/2017          | I liga             | 30    | 0      | 4      | 0            | 0            | 0            | -      | -      | -      | -     | -      | -      | 30    | 0      | 4      |
| GKS Katowice       | Ogólnie            | Ogólnie            | 137   | 2      | 14     | 6            | 0            | 1            | -      | -      | -      | -     | -      | -      | 143   | 2      | 15     |
| Zagłębie Lubin     | 2017/2018          | Ekstraklasa        | 31    | 1      | 5      | 2            | 0            | 0            | -      | -      | -      | -     | -      | -      | 33    | 1      | 5      |
| Zagłębie Lubin     | 2018/2019          | Ekstraklasa        | 16    | 0      | 2      | 0            | 0            | 0            | -      | -      | -      | -     | -      | -      | 16    | 0      | 2      |
| Zagłębie Lubin     | 2019/2020          | Ekstraklasa        | 35    | 1      | 9      | 3            | 0            | 0            | -      | -      | -      | -     | -      | -      | 38    | 1      | 9      |
| Zagłębie Lubin     | Ogólnie            | Ogólnie            | 82    | 2      | 16     | 5            | 0            | 0            | -      | -      | -      | -     | -      | -      | 87    | 2      | 16     |
| Lech Poznań        | 2020/2021          | Ekstraklasa        | 26    | 1      | 4      | 4            | 0            | 0            | 9      | 0      | 2      | 0     | 0      | 0      | 39    | 1      | 6      |
| Lech Poznań        | Ogólnie            | Ogólnie            | 26    | 1      | 4      | 4            | 0            | 0            | 9      | 0      | 2      | 0     | 0      | 0      | 39    | 1      | 6      |
| Ogólnie w karierze | Ogólnie w karierze | Ogólnie w karierze | 245   | 5      | 34     | 15           | 0            | 1            | 9      | 0      | 2      | 0     | 0      | 0      | 269   | 5      | 37     |